# كونور جيمس
كونور جيمس هو لاعب هوكي الجليد كندي، ولد في 25 أغسطس 1982 في كالغاري في كندا.

## وصلات خارجية
- كونور جيمس على موقع دوري الهوكي الوطني (الإنجليزية)
- كونور جيمس على موقع EliteProspects.com (الإنجليزية)
- كونور جيمس على موقع HockeyDB.com (الإنجليزية)
- كونور جيمس على موقع Hockey-Reference.com (الإنجليزية)